# 紀元前751年
紀元前751年（きげんぜん751ねん）は、西暦（ローマ暦）による年。紀元前1世紀の共和政ローマ末期以降の古代ローマにおいては、ローマ建国紀元3年として知られていた。紀年法として西暦（キリスト紀元）がヨーロッパで広く普及した中世時代初期以降、この年は紀元前751年と表記されるのが一般的となった。

## 他の紀年法
- 干支 : 庚寅
- 中国
  - 周 - 平王20年
  - 魯 - 恵公18年
  - 斉 - 荘公贖44年
  - 晋 - 文侯30年
  - 秦 - 文公15年
  - 楚 - 蚡冒7年
  - 宋 - 武公15年
  - 衛 - 荘公揚7年
  - 陳 - 文公4年
  - 蔡 - 戴侯9年
  - 曹 - 桓公6年
  - 鄭 - 武公20年
  - 燕 - 鄭侯14年
- 朝鮮
  - 檀紀1583年
- ユダヤ暦 : 3010年 - 3011年